# Cai Cohrs
Cai Cohrs (* 2009) ist ein deutscher Schauspieler.

## Leben
Cohrs gab sein Spielfilmdebüt 2017 in Chris Mieras Filmdrama Ein Weg. 2018 verkörperte er in Florian Henckel von Donnersmarcks Drama Werk ohne Autor die Rolle des jungen Kurt Barnert. Seit dem Jahr 2019 war Cohrs in mehreren Fernsehfilmen um den Polizeihauptmeister Krause als Timo zu sehen.
Im Jahr 2022 entwickelte Cohrs mit dem Jugendclub des Deutschen Theaters Berlin die Inszenierung Macht:Spiele. 2023 trat er dort unter der Regie von Jessica Weisskirchen in Ewald Palmetshofers Theaterstück Edward II. Die Liebe bin ich als Prinz auf. Im gleichen Jahr übernahm Cohrs in Simon Verhoevens Milli-Vanilli-Filmbiografie Girl You Know It’s True eine Rolle.
Cohrs lebt in Berlin.

## Filmografie
- 2017: Ein Weg
- 2017: Der namenlose Tag
- 2018: Teufelsmoor (Fernsehfilm)
- 2018: Macht euch keine Sorgen! (Fernsehfilm)
- 2018: Letzte Spur Berlin (Fernsehserie, 1 Episode)
- 2018: In aller Freundschaft (Fernsehserie, 1 Episode)
- 2018: Werk ohne Autor
- 2019: Krauses Hoffnung (Fernsehfilm)
- 2019: Der Usedom-Krimi: Mutterliebe (Fernsehserie, 1 Episode)
- 2020: Der Bergdoktor (Fernsehserie, 1 Episode)
- 2020: Nightlife
- 2020: Krauses Umzug (Fernsehfilm)
- 2021: Krauses Zukunft (Fernsehfilm)
- 2022: Krauses Weihnacht (Fernsehfilm)
- 2023: Ich bin! Margot Friedländer (Fernsehfilm)
- 2023: Girl You Know It’s True

## Theater
- 2023: Edward II. Die Liebe bin ich (Deutsches Theater Berlin)
- 2024: Hund, Wolf, Schakal (Maxim Gorki Theater Berlin)